# Victor Musgrave
Pour les articles homonymes, voir Musgrave.
Victor Musgrave, né en 1919 et mort en 1984, est un poète britannique, marchand d'art et commissaire d'exposition.

## Biographie
Décrit par David Sylvester comme un « vrai pionnier », Musgrave a été le premier galeriste à montrer les œuvres de Bridget Riley et était un champion de l'art brut.
Musgrave a dirigé la « Gallery One » entre 1953 et 1963, où les modernistes sud-asiatiques les plus remarquables ont été exposés. La galerie était située Litchfield Street, puis a déménagé D'Arblay Street à Soho. La galerie a donné à Yves Klein sa première exposition personnelle à Londres et a également présenté le travail des artistes de Fluxus. L'exposition Seven Indian Painters in Europe (1958) a été l'une des œuvres les plus importantes de la galerie et a été saluée par la critique.
Musgrave a promu d'éminents artistes pakistanais et indiens, dont Avinash Chandra, Anwar Jalal Shemza et F.N. Souza auprès du public britannique. Les hommes étaient à l'avant-garde de la pratique avant-gardiste en Asie du Sud.
Musgrave rencontre et épouse la photographe portraitiste Ida Kar au Caire en 1944 ; ils déménagent à Londres l'année suivante. Le mariage s'est effondré en 1969.
En 1977, Musgrave rencontre Monika Kinley, un marchand d'art, collectionneur et commissaire d'exposition. Ensemble, ils organisent des expositions, collectent des fonds et créent une collection d'art étranger.

## Héritage
La collection d'art Musgrave Kinley Outsider, riche d'environ 800 œuvres, a été donnée à la Whitworth Art Gallery, Université de Manchester, facilitée par la Contemporary Art Society. Auparavant, elle a été prêtée pendant dix ans à l'Irish Museum of Modern Art (IMMA) à Dublin